# Pandémie de Covid-19 en Eswatini
La pandémie de Covid-19 en Eswatini démarre officiellement le 14 mars 2020. À la date du 15 janvier 2024, le bilan est de 1 427 morts.

## Contexte
Le 12 janvier 2020, l'Organisation mondiale de la santé a confirmé qu'un nouveau coronavirus était à l'origine d'une maladie respiratoire chez un groupe de personnes de la ville de Wuhan, dans la province du Hubei, en Chine, qui a été signalée à l'OMS le 31 décembre 2019,. 
Le taux de létalité au Covid-19 a été beaucoup plus faible que le SRAS de 2003, mais la transmission a été significativement plus élevée, avec un nombre total de décès important. 

## Chronologie
Le 14 mars, le premier cas de Covid-19 dans le pays a été confirmé. Une femme de 33 ans, qui est revenue des États-Unis fin février et s'est ensuite rendue au Lesotho avant de rentrer chez elle en Eswatini, a été mise en quarantaine. Deux cas suspects ont été identifiés au 11 mars 2020, le premier une femme rentrant du Danemark (ou peut-être de l'Allemagne), et l'autre une femme ayant accueilli des visiteurs allemands. 
Le 24 mars 2020, le ministère de la santé a annoncé un cinquième cas confirmé. Un homme de 52 ans qui s'était rendu aux États-Unis au cours du même mois avait un résultat positif. 
Le 16 avril 2020, le pays a enregistré son premier décès lié au COVID-19, un homme de 59 ans atteint de diabète comme affection sous-jacente.
En avril il y avait 91 nouveaux cas, portant le nombre de cas à 100 dont un décès.
En mai il y avait 185 nouveaux cas et un décès, portant le nombre de cas à 285 dont deux décès.
En juin il y avait 527 nouveaux cas et neuf décès, portant le nombre de cas à 812 dont onze décès.
En juillet il y avait 1 836 nouveaux cas et 29 décès, portant le nombre de cas à 2 648 dont 40 décès.
En août il y avait 1 929 nouveaux cas et 51 décès, portant le nombre de cas à 4 577 dont 91 décès.
En septembre il y avait 885 nouveaux cas et 17 décès, portant le nombre de cas à 5 462 dont 108 décès.
En octobre il y avait 455 nouveaux cas et neuf décès, portant le nombre de cas à 5 917 dont 117 décès.
En novembre il y avait 502 nouveaux cas et cinq décès, portant le nombre de cas à 6 419 dont 122 décès.
En décembre il y avait 2 939 nouveaux cas et 83 décès, portant le nombre de cas à 9 358 dont 205 décès.
En janvier 2021 il y avait 6 353 nouveaux cas et 360 décès, portant le nombre de cas à 15 711 dont 565 décès.
En février 2021 il y avait 1 303 nouveaux cas et 87 décès, portant le nombre de cas à 17 014 dont 652 décès.
En mars 2021 il y avait 323 nouveaux cas et 15 décès, portant le nombre de cas à 17 337 dont 667 décès.
En avril 2021 il y avait 1 121 nouveaux cas et quatre décès, portant le nombre de cas à 18 458 dont 671 décès.
En mai 2021 il y avait 133 nouveaux cas et deux décès, portant le nombre de cas à 18 591 dont 673 décès.
En juin 2021 il y avait 493 nouveaux cas et cinq décès, portant le nombre de cas à 19 084 dont 678 décès.
En juillet 2021 il y avait 6 895 nouveaux cas et 109 décès, portant le nombre de cas à 25 979 dont 787 décès.
En août 2021 il y avait 17 392 nouveaux cas et 314 décès, portant le nombre de cas à 43 371 dont 1 101 décès.
En septembre 2021 il y avait 2 553 nouveaux cas et 119 décès, portant le nombre de cas à 45 924 dont 1 220 décès.
En octobre 2021 il y avait 497 nouveaux cas et 22 décès, portant le nombre de cas à 46 421 dont 1 242 décès.
En novembre 2021 il y avait 235 nouveaux cas et six décès, portant le nombre de cas à 46 656 dont 1 248 décès.
En décembre 2021 il y avait 19 453 nouveaux cas et 55 décès, portant le nombre de cas à 66 109 dont 1 303 décès.
En janvier 2022 il y avait 2 233 nouveaux cas et 72 décès, portant le nombre de cas à 68 342 dont 1 375 décès.
En février 2022 il y avait 788 nouveaux cas et 15 décès, portant le nombre de cas à 69 130 dont 1 390 décès.
En mars 2022 il y avait 641 nouveaux cas et quatre décès, portant le nombre de cas à 69 771 dont 1 394 décès.
En avril 2022 il y avait 886 nouveaux cas et trois décès, portant le nombre de cas à 70 657 dont 1 397 décès.
En mai 2022 il y avait 1 740 nouveaux cas et dix décès, portant le nombre de cas à 72 397 dont 1 407 décès.
En juin 2022 il y avait 712 nouveaux cas et neuf décès, portant le nombre de cas à 73 109 dont 1 416 décès.
En juillet 2022 il y avait 171 nouveaux cas et un décès, portant le nombre de cas à 73 280 dont 1 417 décès.
En août 2022 il y avait 88 nouveaux cas et cinq décès, portant le nombre de cas à 73 368 dont 1 422 décès.
En septembre 2022 il y avait 22 nouveaux cas, portant le nombre de cas à 73 390 dont 1 422 décès.
En octobre 2022 il y avait 168 nouveaux cas, portant le nombre de cas à 73 558 dont 1 422 décès.
En novembre 2022 il y avait 350 nouveaux cas, portant le nombre de cas à 73 908 dont 1 422 décès.
En décembre 2022 il y avait 126 nouveaux cas, portant le nombre de cas à 74 034 dont 1 422 décès.
En 2023 il y avait 1 157 nouveaux cas et 5 décès, portant le nombre de cas à 75 191 dont 1 427 décès.

## Statistiques

Nombre de cas en Eswatini depuis le début de l'épidémie.

Nombre de morts en Eswatini depuis le début de l'épidémie.